# 圣帕里兹昂维里
圣帕里兹昂维里（法語：Saint-Parize-en-Viry，法語發音：[sɛ̃ paʁiz ɑ̃ viʁi]）是法国涅夫勒省的一个市镇，属于讷韦尔区。

## 地理
圣帕里兹昂维里（46°45'8"N, 3°21'27"E）面积15.51 平方千米，位于法国勃艮第-弗朗什-孔泰大區涅夫勒省，该省份为法国中部省份，北至约讷省，西北接卢瓦雷省，西接谢尔省，南至阿列省，东南接索恩-卢瓦尔省，东临科多尔省。
与圣帕里兹昂维里接壤的市镇（或旧市镇、城区）包括：卢瓦尔河畔阿夫里勒、多尔讷、讷维尔莱德西兹、圣日耳曼-沙斯奈、图里-吕尔西。

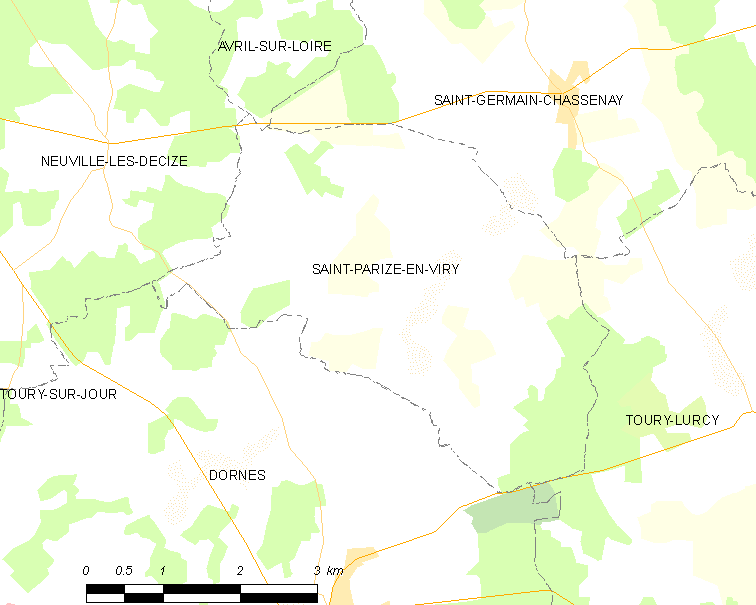
圣帕里兹昂维里的OSM定位图

圣帕里兹昂维里的时区为UTC+01:00、UTC+02:00（夏令时）。

## 行政
圣帕里兹昂维里的邮政编码为58300，INSEE市镇编码为58259。

## 政治
圣帕里兹昂维里所属的省级选区为圣皮埃尔勒穆捷县。

## 人口

1962-2008年间圣帕里兹昂维里人口变化图示

圣帕里兹昂维里于2022年1月1日时的人口数量为139人。